# Teddy at the Throttle
Teddy at the Throttle è un cortometraggio muto del 1917 diretto da Clarence G. Badger.  Il Teddy del titolo è interpretato dal cane Teddy.

## Produzione
Il film fu prodotto da  Mack Sennett per la Keystone Film Company

## Distribuzione
Distribuito dalla Triangle Distributing, il film - un cortometraggio in due bobine - uscì nelle sale cinematografiche USA nell'aprile 1917.